# Ишан Имло

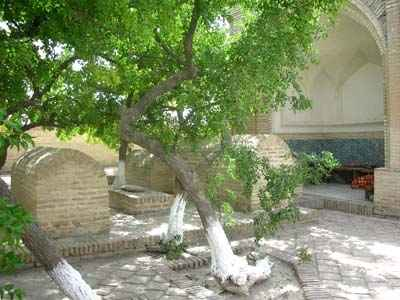

Хазрати Саййид Мулла Мухаммад Ахунд — Ишан (Эшон) Имло — бухарский «святой последнего времени» (авлия), как его называют в Бухаре, так как считается, что после него святых авлия больше не было. Шейх, пятнадцатый в золотой цепи преемственности шейхов тариката Ясавия.

## Биография
Ишан (Эшон) Имло родился 1686 году в городе Бухара (Бухарский эмират). По материнской линии он является потомком Саййида Али Акбара — второго сына Одиннадцатого Имама Хасана Аль Аскари (араб. الإمام الحسن بن علي العسكري‎) потомка пророка Мухаммеда, а c отцовской стороны — потомком Али ибн Абу Талиба. Согласно другим генеалогическим источникам Саййид Али Акбар являлся вторым сыном Саййида Имама Мухаммад аль Аскари который считается старшим братом Хасана Аль Аскари Сведения о шежере сохранены в таких источниках, как «Насабномаи Эшони Имло» и «Хужжат уз-зойирин». Мусульмане Средний Азии почитают его как последнего святого. Ишан Имло, согласно источникам, умер в 1162 г. Хиджры (1748—1749 г.). Мавзолей (мазар) святого Авлия находится в Бухаре на одноимённом кладбище.
По сведениям книги «Тухфат уз-зойирин» Носириддин тура ибн Амир Музаффара, известный богослов-суфий Хазрат Ишан Имло получил воспитание у четырёх учителей, представителей четырёх тарикатов. Первым его наставником был последователь тариката Ишкия Шайх Бобо Хизр Абул Хасан Ишки. Вторым наставником — представитель тариката кубравия Шайх Мирзо Баходир Ширбадани. Третьим учителем являлся последователь тариката джахрия — то есть «громкий зикр» — Шайх Усмон Азизон. Четвёртым наставником был приверженец тариката хафийа Шайх Ходжа Подшох Салим Балхи. Этот факт свидетельствует о том, что в Бухаре разные тарикаты существовали в духовном согласии. Религиозная толерантность позволила Ишану Имло быть последователем нескольких тарикатов, дервишских орденов в рамках одной религии — ислама.

## Генеалогическое древо

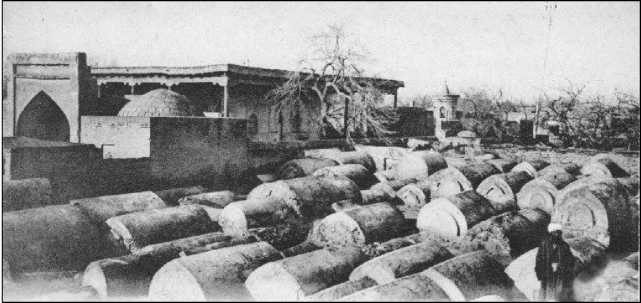
Старая Бухара. Кладбище Ишана Имло

В источниках, таких как книга «Тухфат уз-зойирин», Носириддин тура ибн Амир Музаффара и рукописи «Насабномаи Эшони Имло» шежере Ишан (Эшон) Имло по материнской линии от пророка Мухаммада (САВ) такова :
- 1. Мухаммад (САВ).
- 2. Биби Фатима Захра и Али ибн Абу Талиб.
- 3. Хусейн (имам).
- 4. Зейн аль-Абидин.
- 5. Мухаммад аль-Бакир.
- 6. Джафар ас-Садык.
- 7. Муса аль-Казим.
- 8. Али ибн Муса ар-Рида.
- 9. Мухаммад ат-Таки.
- 10. Али ат-Таки.
- 11. Саййид имам аль-Аскари Сабаъдуджайл.
- 12. Сейид Али Акбар.
- 13. Сейид Махмуд Мухаммад Руми.
- 14. Сейид Махди.
- 15. Сейид Джаъфар.
- 16. Сейид Хидоятуллах.
- 17. Сейид Муртазо.
- 18. Сейид Абдулаввал.
- 19. Сейид Мири Хурд.
- 20. Сейид Абдурахим Ходжа.
- 21. Сейид Мустафо Ходжа.
- 22. Сейид Пахлавон Ходжа.
- 23. Сейида Бибихоним (Биби Ханум).
- 24. Сейид Мулла Мухаммад Ахунд Ишан (Эшон) Имло Бухорий.[12]

Шежере Ишан Имло по отцовской линии от халифа Али ибн Абу Талиба (р.а) такова:
- 1. Абу Талиб
- 2. Али (р.а).
- 3. Мухаммад аль-Ханафия.
- 4. Абдулфаттох Шейх.
- 5. Абдукаххор Шейх.
- 6. Харун Шейх.
- 7. Муса Шейх.
- 8. Сулейман Шейх.
- 9. Абдулжамил Шейх.
- 10. Талаб Шейх.
- 11. Махмуд Шейх.
- 12. Ахмад Шейх.
- 13. Юнус Шейх.
- 14. Али Муртазо Ходжа.
- 15. Бобо Юсуф Ходжа.
- 16. Ахмад Шейх.
- 17. Увайс Шейх.
- 18. Ходи Ходжа.
- 19. Шейх Сайфиддин Ходжа.
- 20. Аловуддин Азизхон.
- 21. Сейид Мулла Мухаммад Ахунд Ишан Имло Бухорий